# Institution Notre-Dame de Sainte-Croix
L’Institution Notre-Dame de Sainte-Croix, souvent appelée Sainte-Croix de Neuilly, est un établissement d’enseignement catholique sous contrat d’association avec l’État, situé à Neuilly-sur-Seine dans les Hauts-de-Seine en France.

## Histoire

### Historique

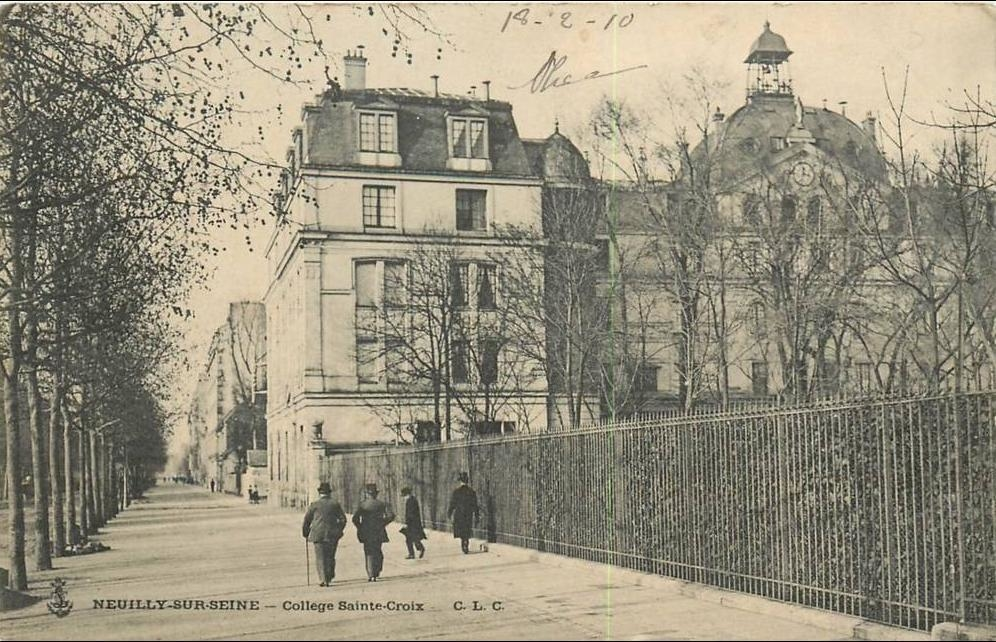
L'institution sur une carte postale ancienne.

Fondé en 1856 au château des Ternes par la congrégation des Pères, Frères et Sœurs de Notre-Dame de Sainte-Croix, l’établissement est transféré à son emplacement actuel en 1866. Il se constitue alors en « Société civile des propriétés sises à Neuilly » et prend le nom de « Collège Notre-Dame-de-Sainte-Croix à Neuilly ». En 1889, un achat de terrain double la superficie de la propriété qui, à l'origine, était de 6 000 m2. En 1904, Sainte-Croix comptait six cents élèves.
Les décrets contre les congrégations obligent les pères à s’exiler aux États-Unis et au Canada.
Une période de troubles et de persécutions suit. La direction, prête à la critique, et la rupture des liens avec l'archevêché font tomber le nombre des élèves à 150 en 1910. C'est à cette date que l'établissement devient « collège diocésain » et se constitue en société anonyme. C'est alors qu'à la demande des familles, l’archevêché de Paris accepte d'intervenir et envoie comme directeur l'un de ses prêtres, l'abbé Pierre Petit de Julleville, aidé de l'abbé René Barbier de la Serre, qui le secondera durant les 17 années où il restera à son poste, avant d'être nommé évêque de Dijon. Durant ces années, il recrée le collège qui, en 1918, compte sept cents élèves,.
16 professeurs et 152 élèves ou anciens élèves meurent pendant la Première Guerre mondiale.
En 1922, la société achète le « petit collège », boulevard Victor-Hugo, où sont transférés les élèves des classes élémentaires pour lesquels avait été édifié en 1912 un bâtiment provisoire qui fut pendant très longtemps occupé par les classes de cinquième et sixième du « moyen collège ». Par la suite, la progression des effectifs est constante : 900 élèves en 1923, 1 200 en 1935, 1 500 en 1959, 1 680 en 1972 et 1 750 en 1974.
Il devient mixte en 1983, les premières bachelières l’ont été en 1988. Depuis 1993, le chef d’établissement est un laïc.
En 2010, l’Institution fête ses 100 ans en tant qu’établissement diocésain.

### Appellation
Le nom d'origine est « Institution Notre-Dame de Sainte-Croix », généralement abrégé en « Sainte-Croix ». Depuis le décret no 77-521 du 18 mai 1977 portant application aux établissements d'enseignement privé sous contrat de la loi du 11 juillet 1975 (connue sous le nom de réforme Haby), les classes primaires s'appellent « École privée Sainte-Croix », les classes du premier cycle du secondaire « Collège privé Sainte-Croix » et les classes du second cycle « Lycée privé Sainte-Croix ».

## Les bâtiments
Construit en 1875, le bâtiment principal, situé au no 30 de l'avenue du Roule, à l'angle avec la rue Parmentier, a été acheté par la congrégation de Sainte-Croix du Mans pour agrandir leur école. Ce bâtiment est inscrit à l’Inventaire général du patrimoine culturel de la France. Il a été agrandi plusieurs fois, et de nouveaux bâtiments ont été construits : en 1909 (bâtiment des classes prépas avant sa démolition), en 1978 le lycée et gymnase et en 1987 les laboratoires.
De 2011 à 2013, des travaux ont lieu en vue de construire un nouveau bâtiment plus moderne pour le lycée et les laboratoires, remplaçant les bâtiments de 1909, 1978 et 1987. En effet, l’institution était partiellement locataire de la ville de Paris pour des terrains sur lesquels se trouvaient ces bâtiments. La commune de Paris voulant récupérer une partie des terrains au terme du bail, une réorganisation de l’établissement s’imposait. L’établissement a donc racheté une partie des terrains loués et en a vendu d’autres, avant de commencer les travaux. Un immeuble de bureaux, siège social de Clarins, un hôtel Marriott 4 étoiles et des logements étudiants sont construits sur les terrains récupérés par la commune de Paris
,,. La construction du nouveau bâtiment devait être terminée pour la rentrée de l'année scolaire 2013-2014.

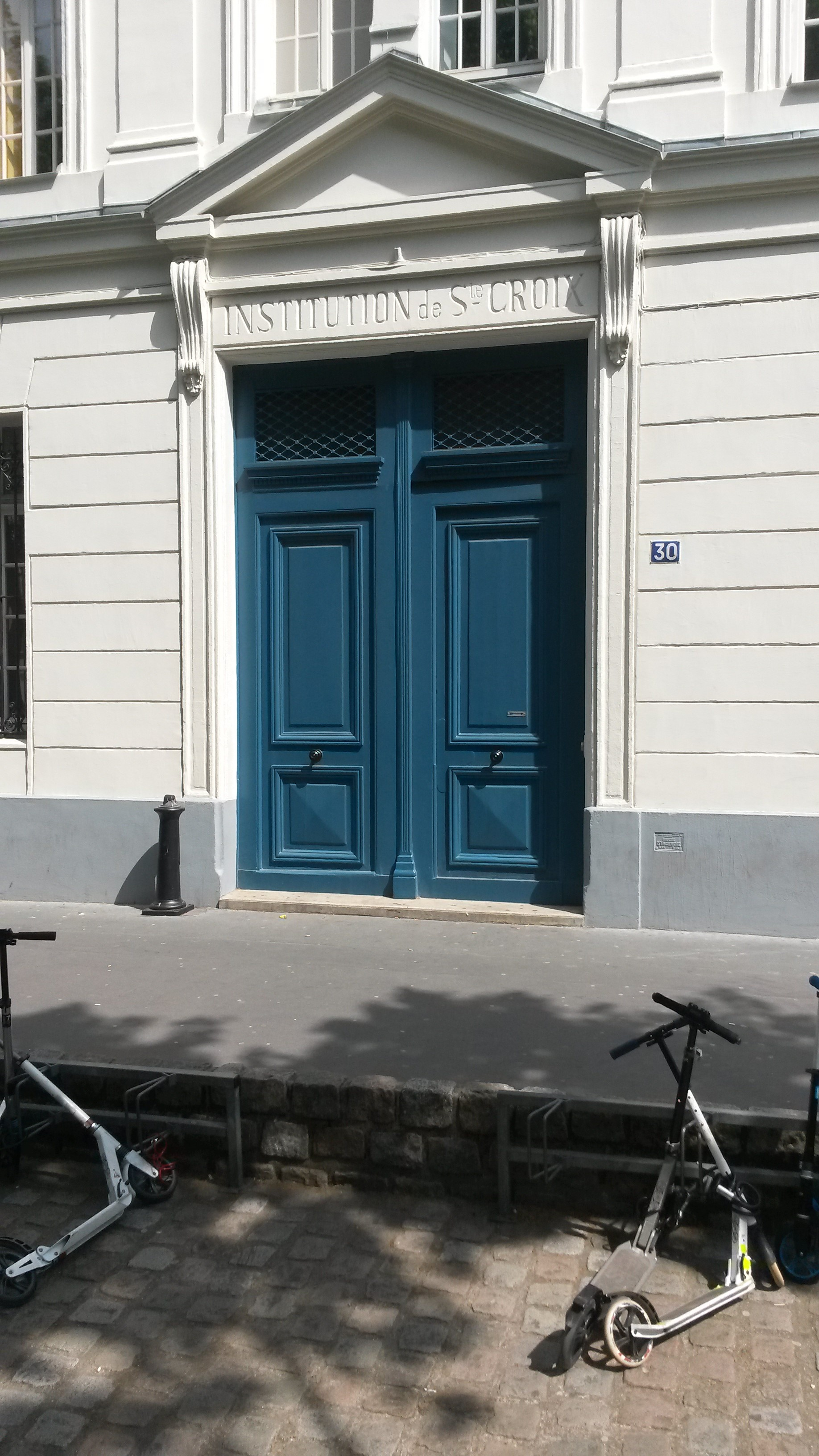
La porte d’entrée historique de l'établissement, en 2015.
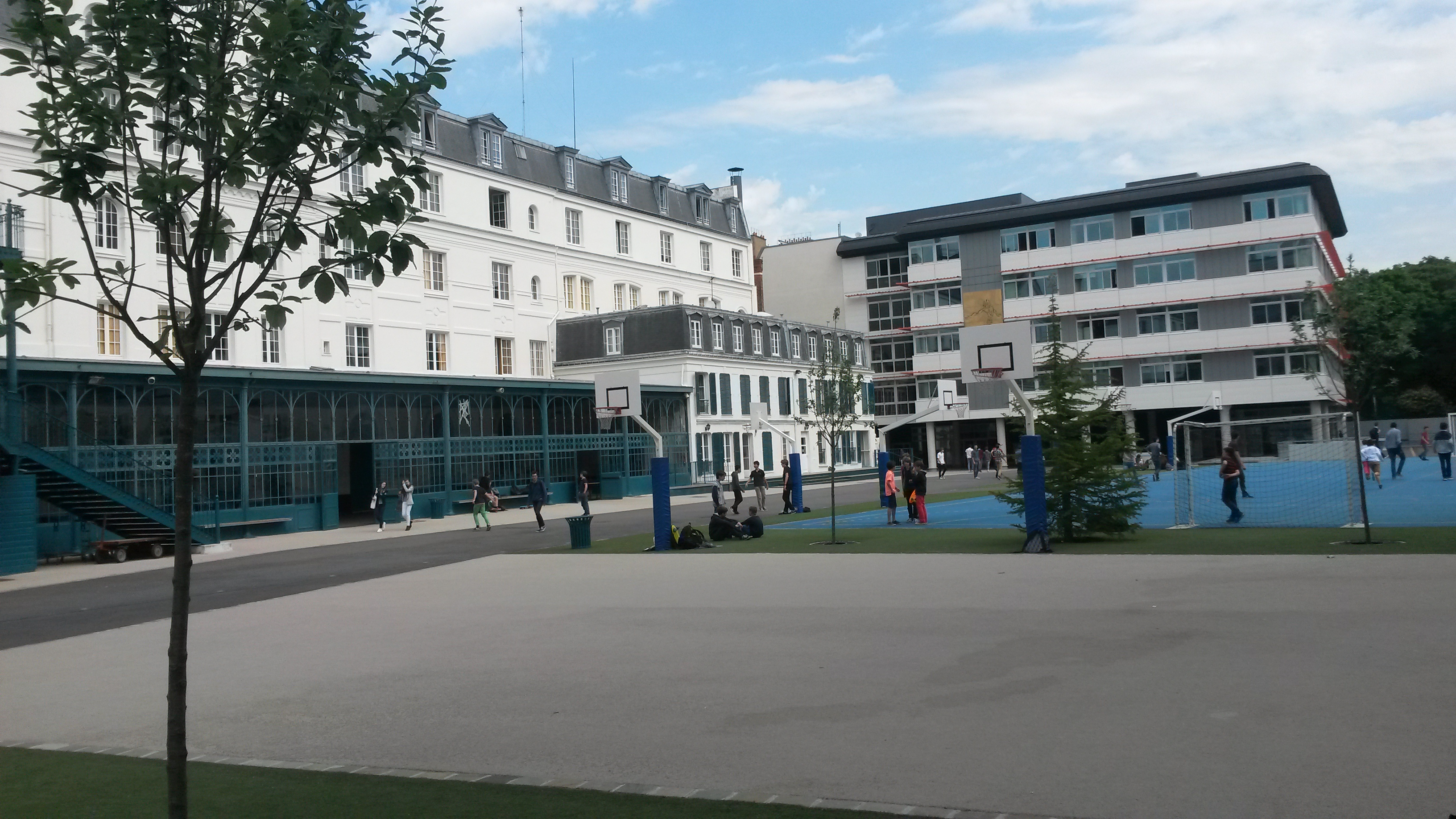
Vue prise depuis l'avenue du Roule, en 2015.
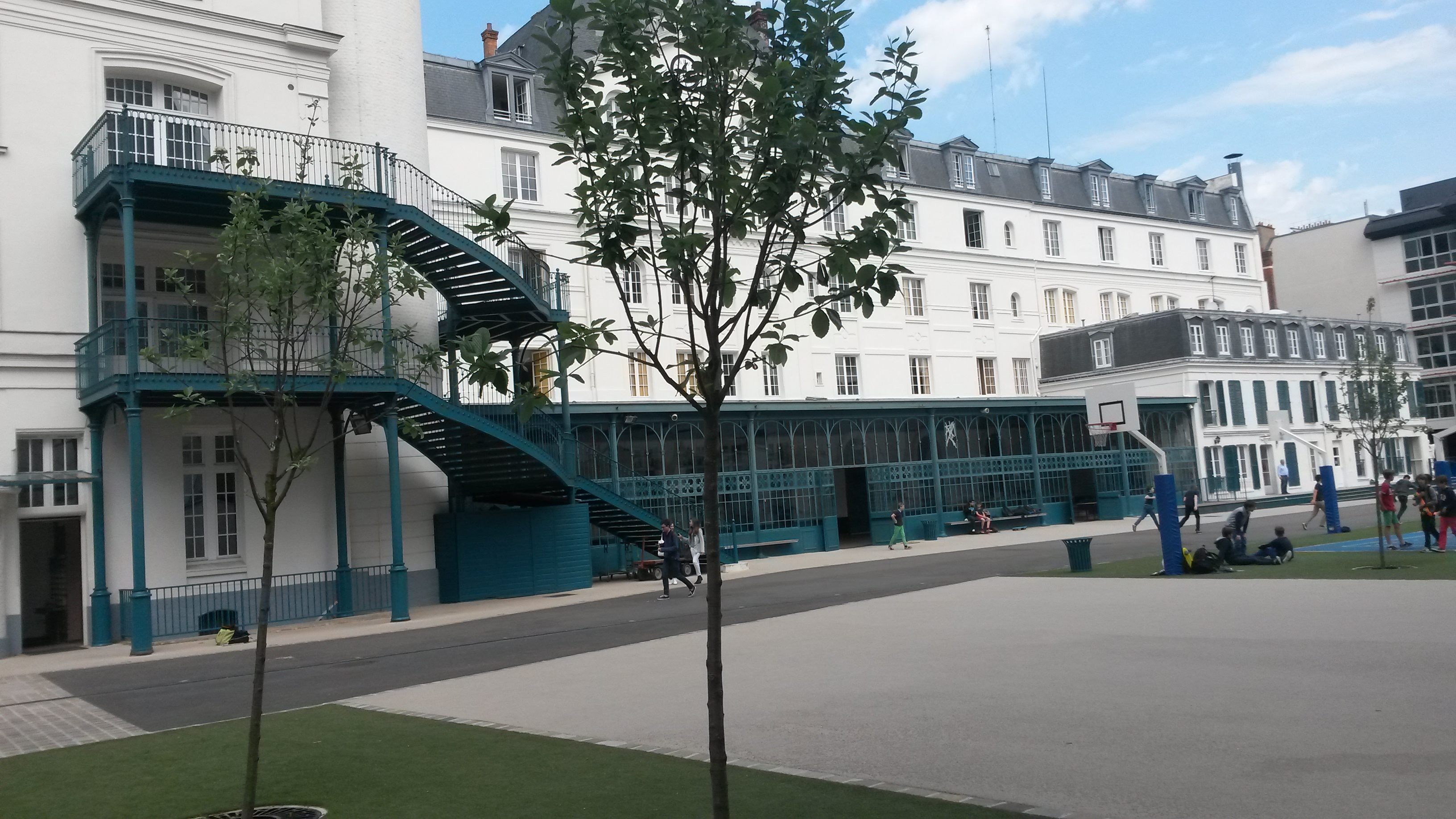
Vue prise depuis l'avenue du Roule, en 2015.
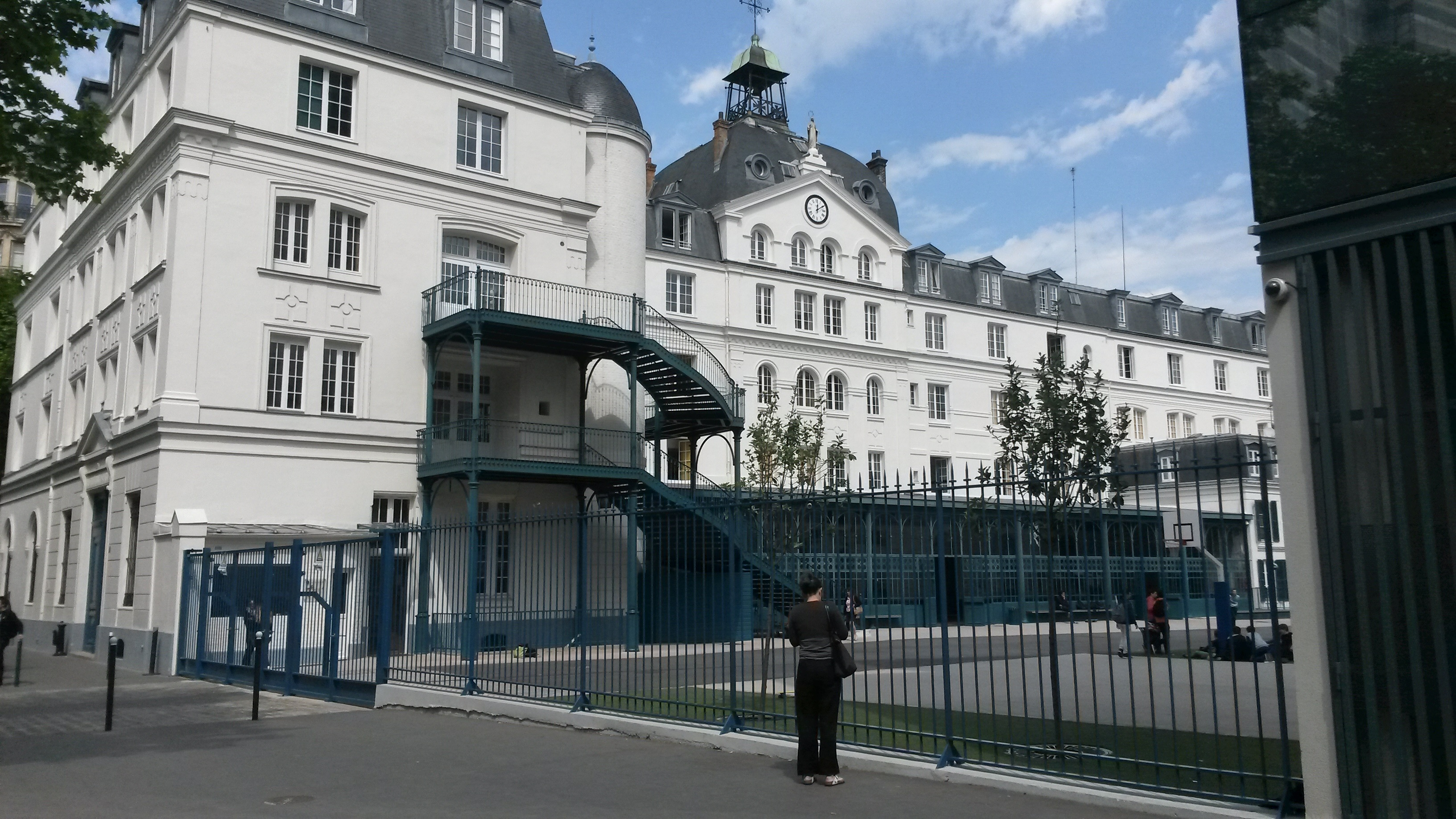
Vue prise depuis l'avenue du Roule, en 2015.
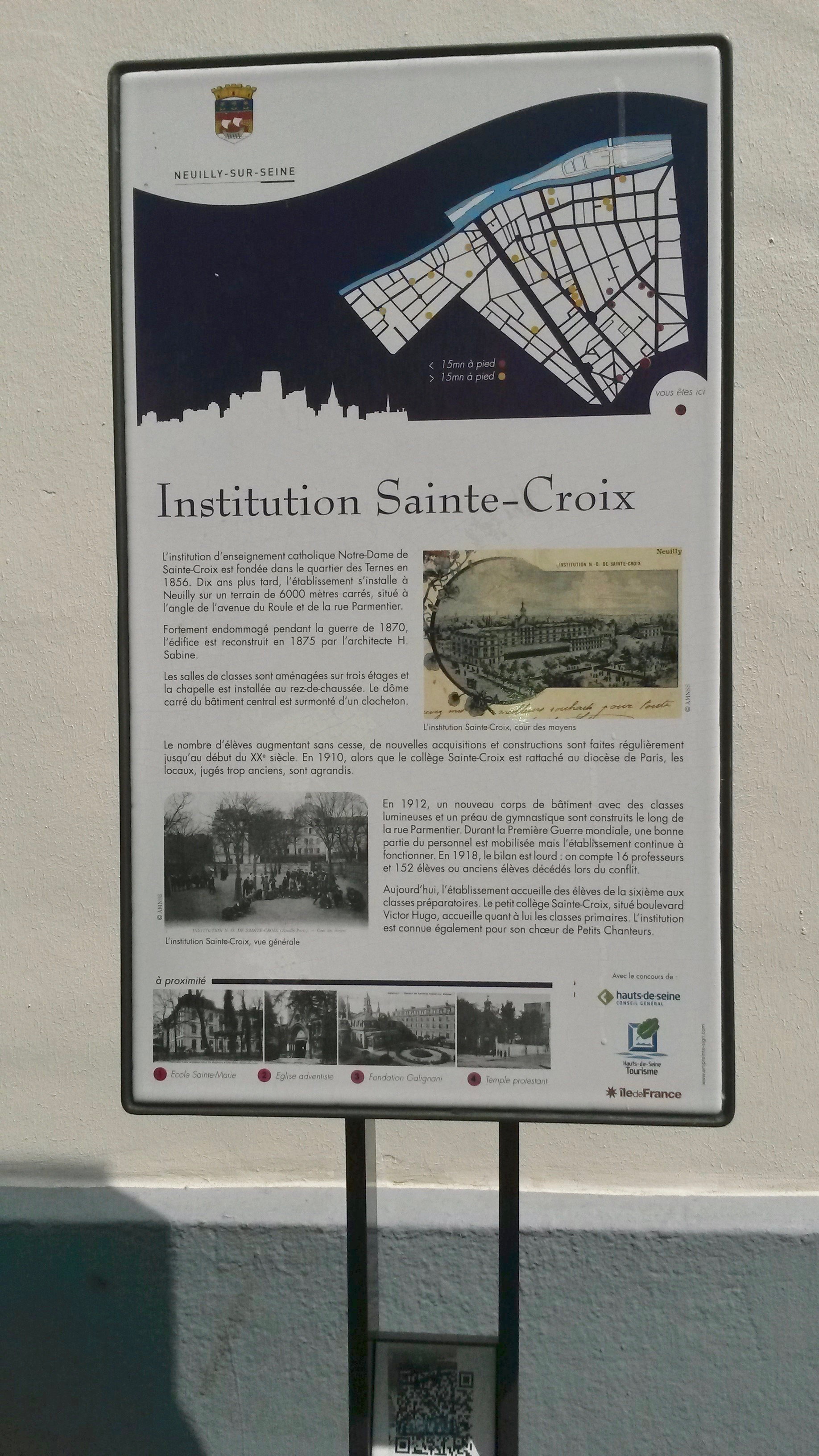
Panneau situé près de l'entrée avenue du Roule.
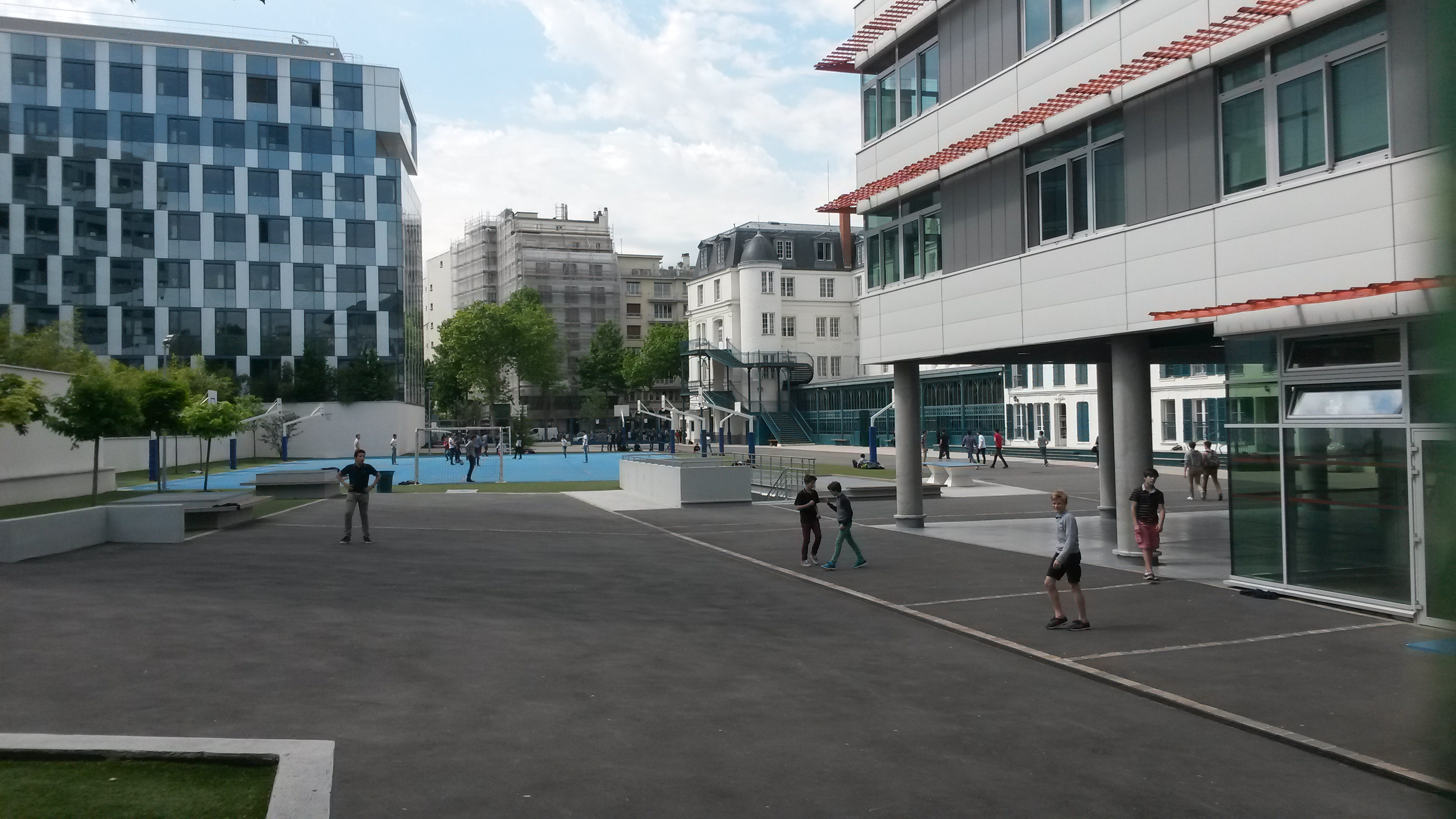
Les bâtiments vus depuis le square du Cardinal-Petit-de-Julleville, en 2015.
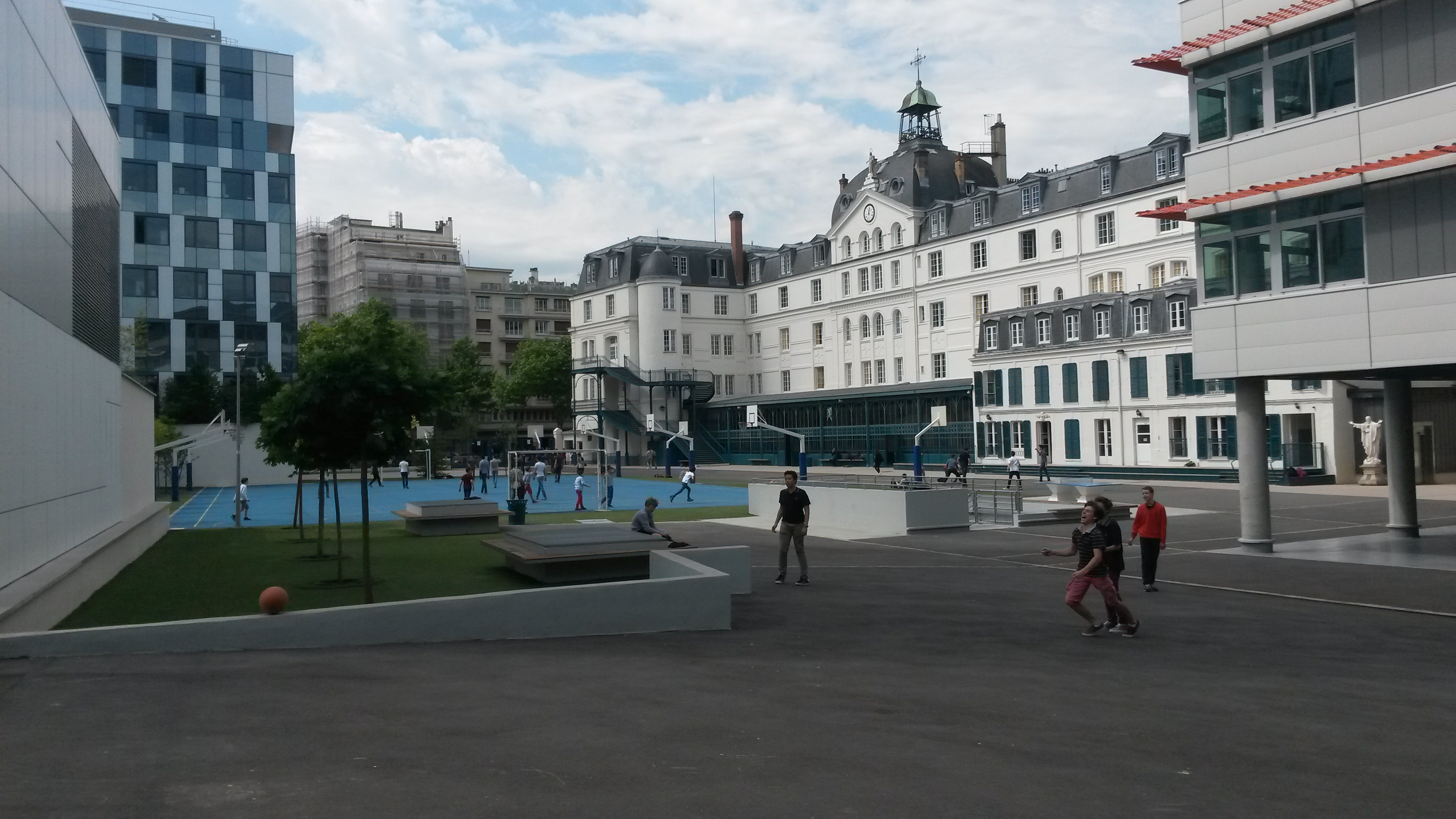
Les bâtiments vus depuis le square du Cardinal-Petit-de-Julleville, en 2015.

## Sainte-Croix des Neiges
En 1946, l’abbé Jean de Clarens, préfet de la classe de seconde, part dans les Alpes chercher un établissement en montagne où les élèves pourront étudier dans de meilleures conditions. C’est en 1948 qu’il choisit le chalet « l’Edelweiss » à Abondance, région dépourvue de brouillard, située à 930 mètres d’altitude, où les enfants pourront consolider et recouvrer la santé. Cet établissement sera alors connu sous le nom de « Sainte-Croix des Neiges ». Il dépend de l’académie de Grenoble, perdure et dispose de deux internats (garçons et filles).
En mars 2025 la Direction diocésaine de l’enseignement catholique (DDEC) de Haute-Savoie annonce avoir effectué un signalement auprès du procureur de la République de Thonon-les-Bains, pour des agressions sexuelles et violences physiques au sein de l'établissement entre 1960 et 1990.

## Organisation

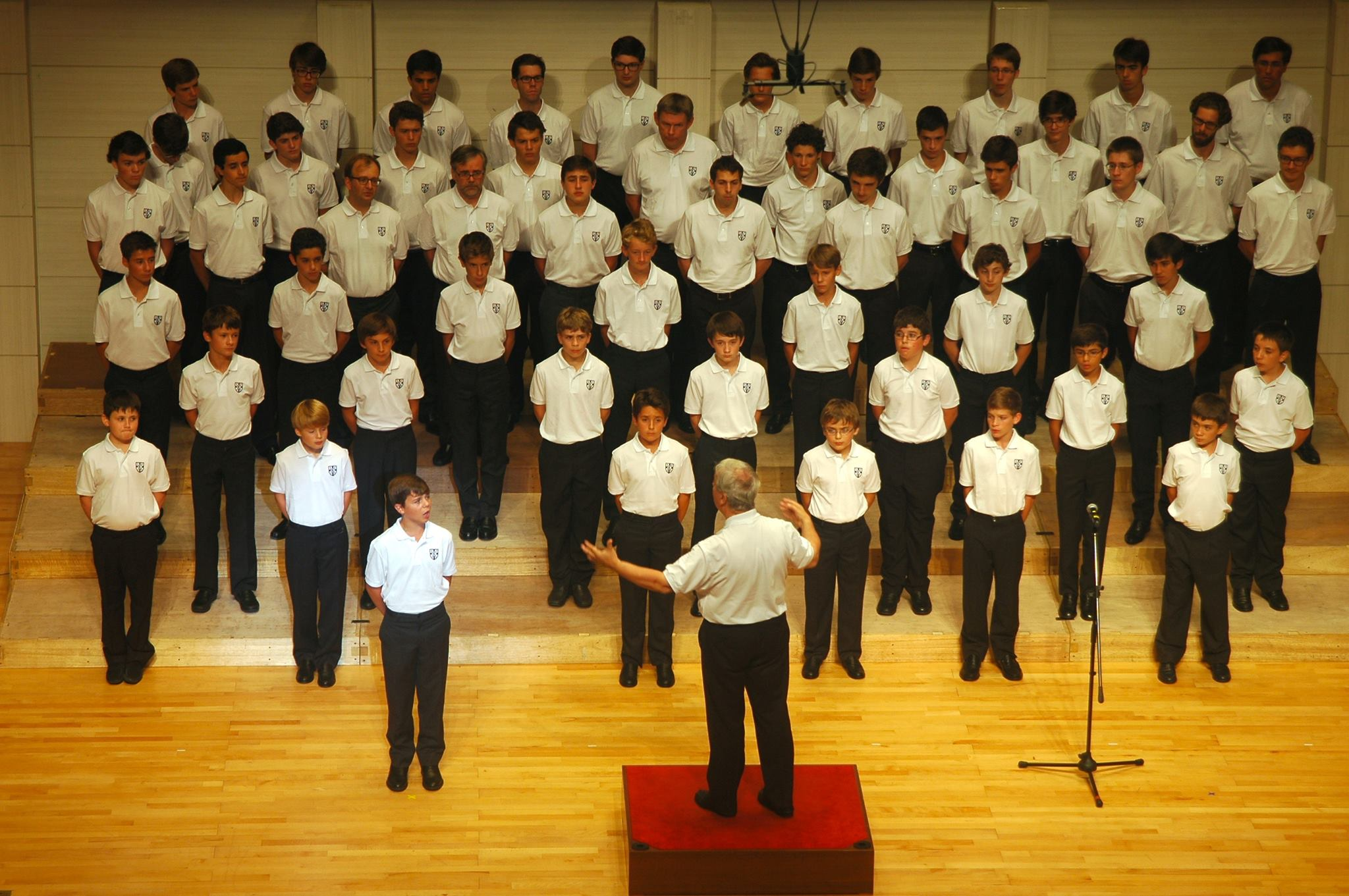
Les Petits Chanteurs, en concert à Séoul en août 2013.

L'institution accueille environ 2 100 élèves.
L'école primaire est située 44, boulevard Victor-Hugo, également à Neuilly-sur-Seine. Appelée le « petit collège », cette école primaire accueille les élèves de la première section de maternelle jusqu’au CM2.
Le collège et le lycée — situés 30, avenue du Roule — accueillent environ 1 500 élèves de la 6e jusqu’aux classes préparatoires (écoles de commerce). Elle propose un enseignement général.
Une classe Cerène (Centre de référence pour l'évaluation neuropsychologique de l'enfant) accueille des enfants ayant des troubles spécifiques des apprentissages, autrement appelés troubles « dys » (dyslexie, dyspraxie, dysgraphie...).
Le « lycée du soir » accueille des étudiants en reprise d'études, qui ont besoin d'un accompagnement spécifique pour réussir le baccalauréat.
L’institution est également connue pour son chœur de garçons fondé en 1956 : la Maîtrise de Sainte-Croix de Neuilly - The Paris Boys Choir, dirigée depuis 1983 par François Polgár. Ce chœur a pris la suite d'une Schola qui existait dès les origines de l'établissement.

## Classements

### Classement du lycée
Le magazine L'Express publie chaque année un classement des lycées en fonction de trois critères : le taux de réussite au bac, la proportion d'élèves de première qui obtient le baccalauréat en ayant fait les deux dernières années de leur scolarité dans l'établissement, et la valeur ajoutée (calculée à partir de l'origine sociale des élèves, de leur âge et de leurs résultats au diplôme national du brevet). En fonction de ces critères et pour les résultats 2014, ce lycée a été classé 18e sur 52 au niveau départemental quant à la qualité d'enseignement, et 418e sur 2 301 au niveau national.
Le lycée affiche depuis plusieurs années un taux de réussite de 100 % au baccalauréat, mais seulement 70 % à 80 % des élèves de Seconde de cet établissement y poursuivent leurs études jusqu'au baccalauréat.

### Classement des CPGE
Le classement national des classes préparatoires aux grandes écoles (CPGE) se fait en fonction du taux d'admission des élèves dans les grandes écoles.
Dans le classement annuel de L'Étudiant, la CPGE Sainte-Croix est classée 10e prépa de France pour le top 10 des écoles de commerce (HEC, ESSEC, ESCP BS, EM Lyon, EDHEC, ENS Paris-Saclay (ex-Cachan), Audencia, Grenoble École de Management, Neoma, Skema, Toulouse Business School) avec un taux d'intégration de 92,2 % en moyenne entre 2016 et 2020.
En 2021, 31,50 % de la promotion a intégré le top 3 (HEC, ESSEC, ESCP) et 80,3 % le top 6, confirmant ainsi la progression des années précédentes.

## Personnalités liées à l'établissement

### Direction

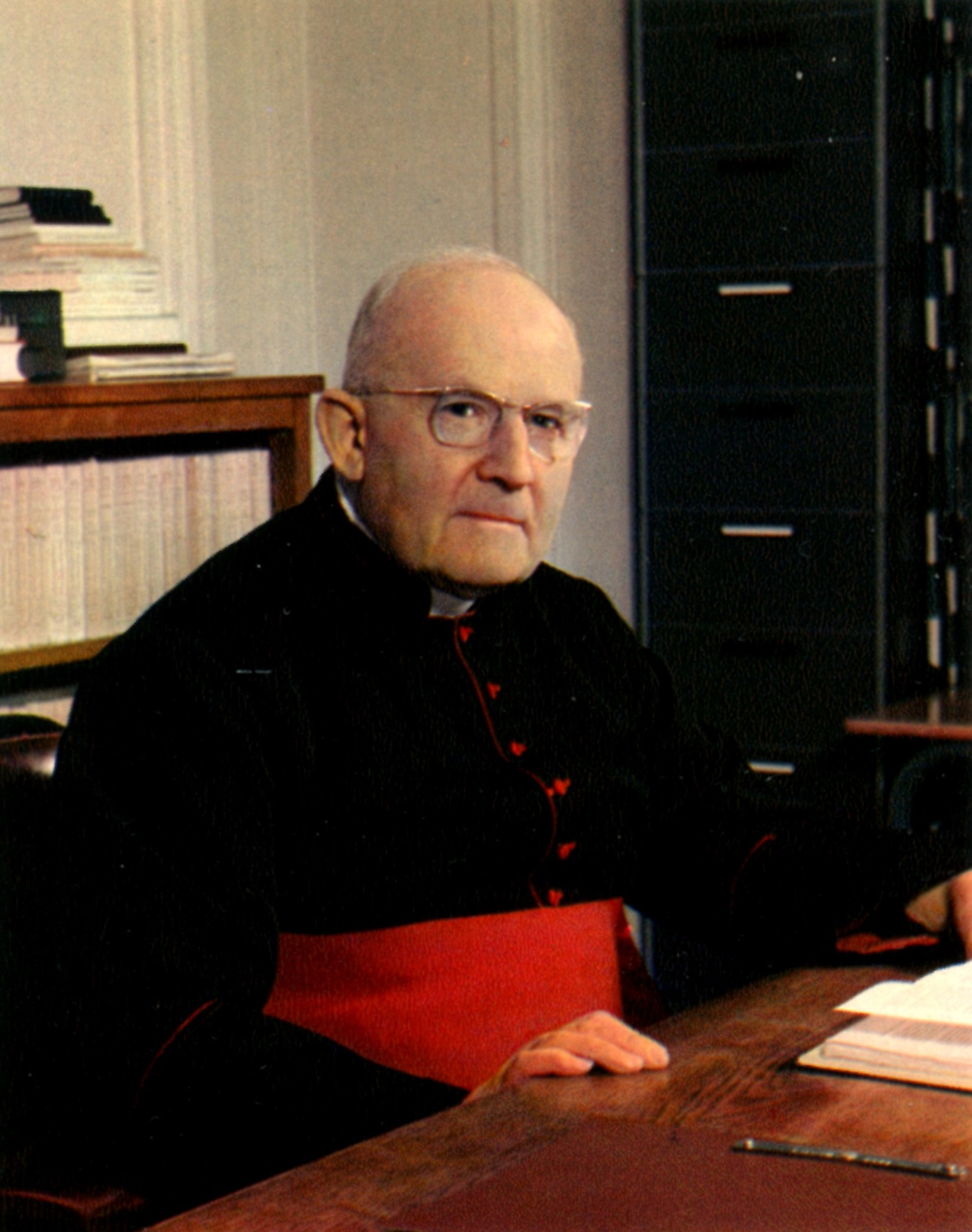
Raymond Dusoullier (juin 1967).

La direction de l'établissement est historiquement assurée par un « supérieur », aidé de plusieurs personnes pour la plupart prêtres :
- Pierre Petit de Julleville, cardinal, directeur (1910-1914, 1918-1927), aidé de René Barbier de la Serre, préfet des études (1910-1927) ;
- Joseph Deconinck, directeur (1927-1932)[17] ;
- Chanoine Gouget, directeur (1932-1942)[18] ;
- Raymond Dusoullier, directeur (1942 - septembre 1967) ;
Raymond Dusoullier (16 juillet 1896 - 1er août 1977) est prêtre du diocèse de Paris, prélat de Sa Sainteté, chanoine honoraire de Notre-Dame de Paris. Prisonnier de guerre[19], ancien élève de l'École pratique des hautes études[20], il est nommé à l’école Saint-Jean-de-Passy, sous-directeur en 1937-1941 ; il y fonde en 1926, avec le chef Jean Pesneaud, la troupe scoute 26e Paris. Il est plus tard aumônier diocésain de Paris ouest I, puis directeur de Sainte-Croix de Neuilly en 1942[21],[22].
- Christian Olivier, directeur (septembre 1967-1993)[23] ;
Christian Olivier (1923-2014) est docteur en droit, avocat à la cour, puis prêtre du diocèse de Nanterre. Aumônier du lycée La Folie Saint-James à Neuilly-sur-Seine, il est ensuite directeur de Sainte-Croix de 1968 à 1993, puis curé de la paroisse Saint-Jacques de Neuilly-sur-Seine[24].
- Philippe Roger, chef d'établissement coordinateur[25] (1993-2016).
- Pierrick Madinier (2016 - 30 novembre 2021)[26].
- Sabine Kimmel (1er décembre 2021 - rentrée 2022) par intérim[26]
Sabine Kimmel, jeune retraitée, dirigeait précédemment l'école Saint-Justin de Levallois-Perret[26].

### Enseignants
- Paul Archambault (1883-1950), professeur de philosophie.
- Christian Bonnard, ancien élève (promo 1960), ancien professeur, puis préfet de division, puis directeur-adjoint (1964-1996).
- Patrick Chauvet (1951), ancien élève (promo 1970), aumônier de 1981[27] à 1984, il y enseigne pendant deux ans le français, le latin et le grec.
- Abbé Jean Emerich (1910-1978), ordonné en juin 1936 et aussitôt nommé préfet à Sainte-Croix, il y reste jusqu'à sa mort. Nommé sous-directeur en 1948, il a enseigné l'anglais puis — directeur des sports — y a développé les colonies de vacances à Vattetot-sur-Mer et le sport (ski, football, équitation, « fêtes de gymnastique »). Également très doué pour le dessin, il est l'auteur de la croix de profession de foi, de la croix des petits chanteurs et de l'écusson du collège[28].
- Tibor Gertler (1902-1991), professeur de dessin dans les années 1960 jusqu'en juin 1974[29].
- Amédée Guiard (1872-1915), professeur de grec.
- Victor Janton (1906-1998), professeur de philosophie de 1930 à 1934[30].
- André Lafon (1883-1915), préfet d'étude[31].
- Leslie Manigat (1930-2014), professeur d'histoire-géographie dans les années 1960, avant d'être le 43e président de la République d'Haïti.
- Pierre-Henri Mesmin (1887-1975), organiste, compositeur de musique, professeur de musique de 1911 à 1961[32],[33].
- Maurice Nédoncelle (1905-1976) : à la fin de ses études supérieures, il logeait au collège et y assurait le remplacement de professeurs de lettres et faisait passer des « colles » aux élèves des grandes classes[34].
- Abbé François Pinardel (1886-1975), préfet de division, professeur de géographie[35].
- Abbé Bernard Plongeron (1931), professeur d'histoire-géographie dans les années 1960.
- Pierre Rezé (1925-2011), professeur de lettres des années 1960 aux années 1980[36].
- Brigitte Rossigneux (1951), professeur d'allemand.
- Abbé Laurent Sentis (1950), aumônier à partir de septembre 1984, à la suite de Patrick Chauvet
- Jean Suberville (1887-1953), professeur de lettres (1920-1952)[37].
- Robert Vintousky (1902-1995), ancien recordman de France de saut à la perche, professeur de sport.

### Anciens élèves ayant terminé leurs études à Sainte-Croix
L’année indiquée pour la promotion est celle du passage du baccalauréat.

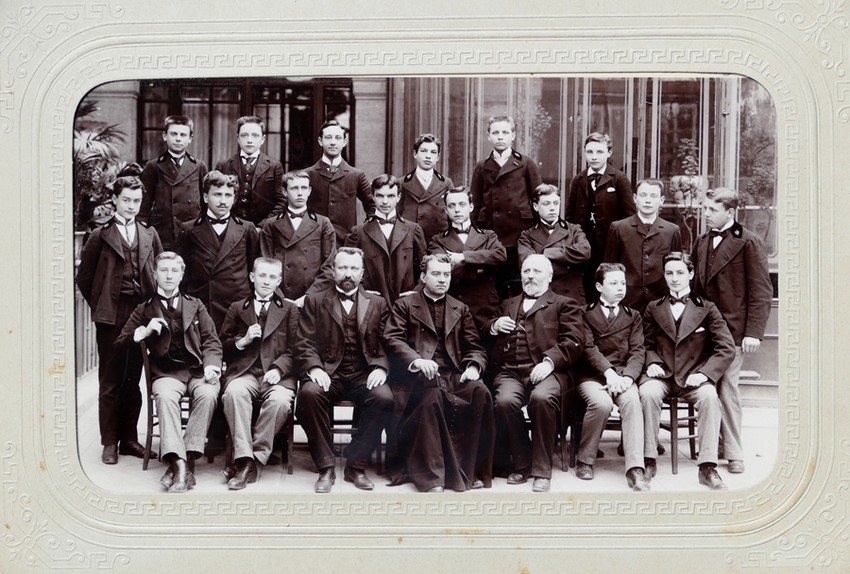
Une classe vers 1903. Abbé Hermeline et Pierre Renoir (2e rang, 4e à droite).

| Prénom et nom                    | Promotion                   |
| -------------------------------- | --------------------------- |
| Manuel Aeschlimann               | 1982,                       |
| Jacques Allard                   | 1922                        |
| Dominique Ambiel                 | 1971,                       |
| Jean Ayral                       | 1939                        |
| Olivier Babeau                   | 1993                        |
| Wally Badarou                    | 1974                        |
| Francis Bardot                   | 1963                        |
| Frédéric Bedin                   | 1981,                       |
| Bruno Bich                       | 1964                        |
| Henry Bizot                      | 1918                        |
| Gonzague de Blignières           | 1974,                       |
| Bernard Boesch                   | 1931                        |
| Philippe Breton                  | 1954,                       |
| Pierre de Calan                  | 1928                        |
| Ambroise-Marie Carré             | 1926,                       |
| Henri Cazelles                   | 1929                        |
| Dominique Charpin                | 1971                        |
| Patrick Chauvet                  | 1970                        |
| Christian Combaz                 | 1972,                       |
| Bernard Cordier                  | 1968                        |
| Fabrice Dalis                    | 1985                        |
| Jean Daniélou                    | 1922                        |
| Dominique-Marie Dauzet           | 1978                        |
| André Debray                     | 1922                        |
| Didier Decoin                    | 1962,                       |
| Jean Delaunay                    | 1939,                       |
| François-Xavier Demaison         | 1991,                       |
| Robert Détroyat                  | 1927                        |
| Renaud Donnedieu de Vabres       | 1971,                       |
| François Drouin                  | 1968                        |
| Jean-Baptiste Duroselle          | 1935,                       |
| Michel Faré                      | 1931                        |
| Philippe Fauquet                 | 1939                        |
| Jacques Ferronnière              | 1923                        |
| Pierre Foldes                    | 1969,                       |
| Bruno Galland                    | 1981                        |
| Pierre Giacometti                | 1980,                       |
| Bertrand Girod de l'Ain          | 1941                        |
| Louis de Guébriant               | 1934                        |
| Claude Hennion                   | 1968                        |
| René Héron de Villefosse         | 1920,                       |
| Édouard Husson                   | 1986,                       |
| Philippe Juvin                   | 1981,                       |
| Vincent de La Soudière           | 1958                        |
| Patrice de La Tour du Pin        | 1928                        |
| Bernard Lefort                   | 1940                        |
| Olivier Le Gendre                | 1968                        |
| Nicolas Lhernould                | 1992                        |
| Bernard Louzeau                  | 1946                        |
| Roland du Luart                  | 1958,                       |
| Jean-Denis Maillart              | 1932,                       |
| Robert Mallet                    | 1933,                       |
| André Malterre                   | 1927                        |
| Raymond Marcillac                | 1936,                       |
| Jacques Mareuil                  | 1936                        |
| Michel Maury-Laribière           | 1938                        |
| Carl Meeus                       | 1984                        |
| Bernard Ménez                    | 1961,                       |
| Jacques Merlin                   | 1919                        |
| Marc de Montjou                  | 1912                        |
| Paul Otchakovsky-Laurens         | 1964,                       |
| Joseph Oughourlian               | 1989                        |
| Bernard Pache                    | 1951                        |
| Georges Penchenier               | 1937                        |
| Gérard Pfister                   | 1968                        |
| Jean Piat                        | 1943,                       |
| Léon Poirier                     | 1901                        |
| François Polgár                  | 1964                        |
| Benoît Prot                      | 1968                        |
| Paul-Emmanuel Reiffers           | 1985                        |
| Pierre Renoir                    | 1904                        |
| Jean Rigaud                      | 1930,                       |
| Geoffroy Roux de Bézieux         | 1980,                       |
| Georges Scapini                  | 1912                        |
| Eugène Schueller                 | 1899, fondateur de L'Oréal, |
| Agathe Schumacher                | 1992                        |
| Étienne Vatelot                  | 1943                        |
| Maurice Vaussard                 | 1906                        |
| Jean Vercoutter                  | 1928                        |
| Pierre de Villemarest            | 1942,                       |
| Augustin de Villeneuve-Bargemont | 1927                        |

### Anciens élèves ayant passé au moins un an à Sainte-Croix
- Michel Ardouin[68].
- Émile Bertaux[69].

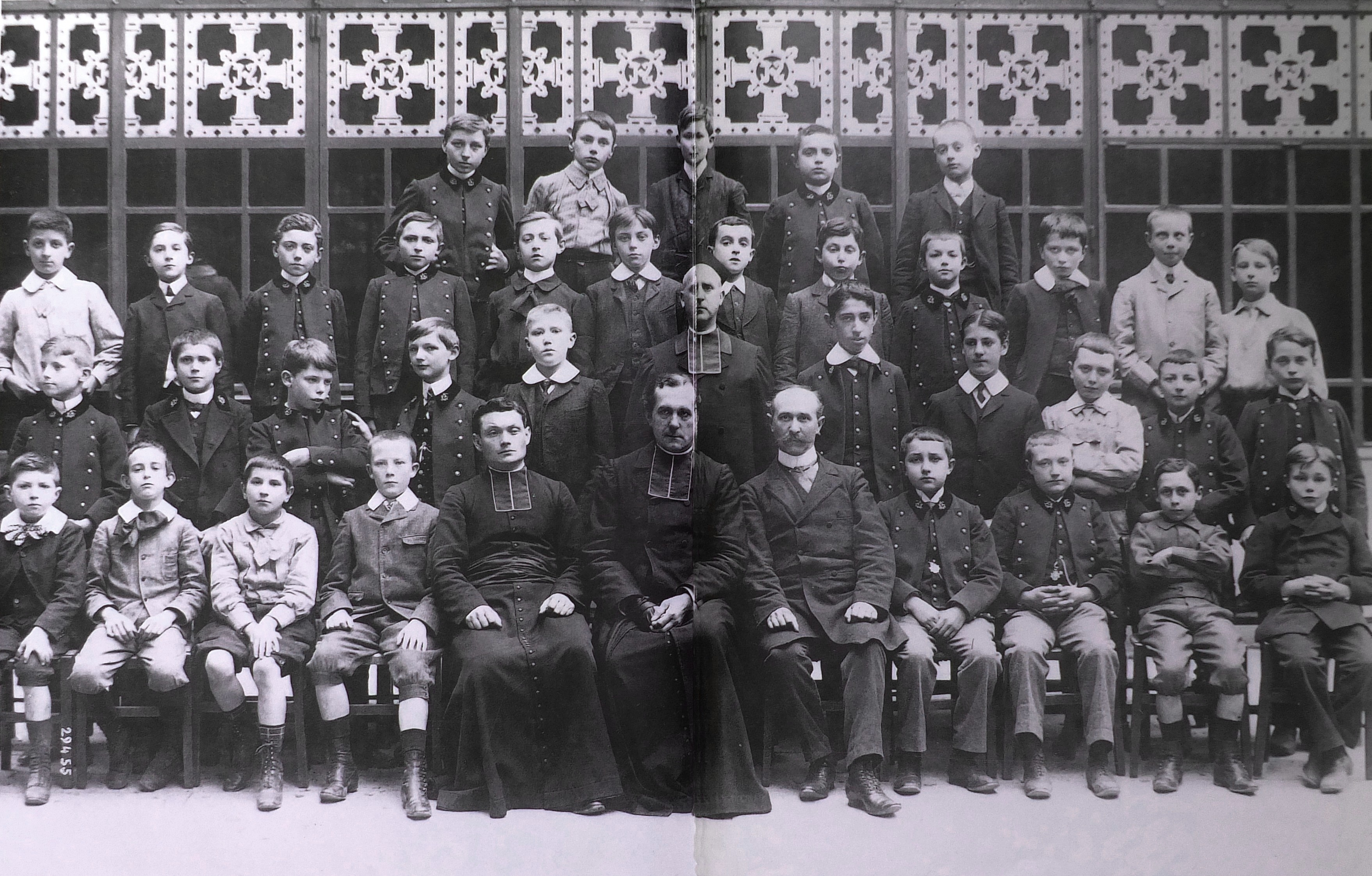
Photo d'une classe (vers 1906) à Sainte-Croix. Au centre, l'abbé Litter, directeur, et derrière lui l'abbé Maillard.

- Ali Bongo, président de la République gabonaise, fils de l’ancien président de la République gabonaise[70].
- André Storms, dit André Castelot[71]
- Antoine de Caunes, parti en fin de 4e[40].
- Julie Chapon, en classes préparatoires économiques et commerciales.
- Sacha Guitry[72].
- Christian Jacq, écrivain, de 1957 à 1964[73].
- Alain de La Tocnaye.
- Gilles Le Gendre, journaliste et homme politique[74].
- René Le Senne, philosophe, père de la caractérologie.
- Jean-Denis Maillart, peintre[75].
- Guy de Malherbe, peintre figuratif et dessinateur
- Olivier Mitterrand, homme d'affaires[76].
- Henry de Montherlant évoque sa vie dans le collège et son renvoi au printemps 1912 dans ses ouvrages : le roman La relève du matin (1920), la pièce de théâtre La Ville dont le prince est un enfant (1951) et dans le roman Les Garçons (1969)[77].
- Nicolas Moreau-Delacquis.
- Anders Osterlind.
- Arnaud Poivre d'Arvor.
- Jean-François Probst.
- Baudouin Prot, en classe de 6e en 1960-1961.
- Jean Renoir, 1901-1903[78].
- Jean Sarkozy, au collège
- Martin Solveig, également membre de la Maîtrise de Sainte-Croix de Neuilly - The Paris Boys Choir.
- Philippe Starck[79].
- Michaël Youn, en classes préparatoires économiques et commerciales.